# Кротов, Павел Вадимович
Па́вел Вади́мович Кро́тов (24 апреля 1992, Ярославль — 25 марта 2023) — российский фристайлист, выступавший в лыжной акробатике; чемпион мира в командном первенстве (2021), бронзовый призёр чемпионата мира 2021 года, член сборной России (с 2011 года), участник зимних Олимпийских игр (2014 и 2018). Мастер спорта России международного класса.

## Биография
Родился 24 апреля 1992 года в Ярославле. Выступал за спортроту ЦСКА (г. Санкт-Петербург), рядовой, по другим данным — за Московскую и Ярославскую область, ШВСМ. Бронзовый призёр чемпионата России (2013).
Тренеры: Понгильский А. Н., Брикман И. М. Воспитанник ДЮСШ № 3 (Ярославль).

### Карьера
Дебютировал на Кубке мира в январе 2011 года в Мон-Габриэле вместе Ильёй Буровым, с которым обучались в одном ДЮСШ.
В 2012 году выиграл первый в карьере этап Кубка мира в Мон-Габриэле.
Павел дважды принимал участие в Олимпийских играх: в 2014 году россиянин замкнул десятку сильнейших, а через четыре года остановился в шаге от пьедестала, уступив в борьбе за бронзовую медаль соотечественнику Илье Бурову.
10 марта 2021 года российский фристайлист впервые в карьере выиграл медаль чемпионата мира в Алма-Ате, став третьим в личной акробатике. На следующий день он стал чемпионом планеты в командном первенстве.

### Смерть
Скончался 25 марта 2023 года в возрасте 30 лет от кровоизлияния в мозг во сне. Похоронен 28 марта в Ярославле.